# Teoria efectiva col·lineal tova
En teoria quàntica de camps, la teoria efectiva col·lineal tova (Soft-collinear effective theory, o SCET, en anglès) és un marc teòric efectiu per fer càlculs que impliquen partícules que interactuen amb escales d'energies molt diferents.
La motivació per desenvolupar SCET va ser controlar les divergències infraroges que es produeixen en càlculs de cromodinàmica quàntica (QCD) que impliquen partícules toves (que porten una energia o una impulsió molt menors que altres partícules del procés) o col·lineals (que viatgen en la mateixa direcció que una altra partícula del procés). La SCET és una teoria efectiva per a quarks molt energètics que interactuen amb gluons col·lineals i/o tous. S'ha utilitzat per a càlculs de les desintegracions dels mesons B (estats lligats quark-antiquark que impliquen un quark baix) i les propietats dels jets (esprais d'hadrons que emergeixen de les col·lisions de partícules quan es produeix un quark o un gluó). La SCET també s'ha utilitzat per calcular les interaccions electrofebles en la producció del bosó de Higgs.
La característica principal de la SCET és la seva capacitat de calcular problemes amb més d'una escala d'energia tova. Per exemple, els processos que impliquen quarks que porten una alta energia Q que interactuen amb gluons tenen dues escales toves: el moment transversal pT de les partícules col·lineals, i l'escala encara més tova pT2/ Q. SCET proporciona un formalisme de recompte de potències per fer teoria de pertorbacions en el paràmetre petit ΛQCD /Q.